# Plus-Tech Squeeze Box
Plus-Tech Squeeze Box (플러스테크 스퀴즈 박스)는 일본의 일렉트로닉 뮤직 밴드이다.
2000년 첫 정규앨범 《FAKEVOX》을 발매하였다. 앨범 전체에 내재되어 있는 정신없는 사운드는 피코팝 하위 장르를 보여주는 예시이기도 하다. 기초적인 합성 사운드와 다양한 음원소스를 심하게 조작한 샘플링이 돋보이는데, 그 소스는 1950년대 재즈와 빅밴드 음반을 비롯해 매우 다양하다. 앨범의 보컬은 가마다 준코가 맡았다.
2004년에는 두번째 앨범인 《CARTOOOM!》을 발표했다. 가마다 준코의 빈 자리가 큰 앨범이지만 그대신 보컬 샘플링과 다양한 객원보컬을 사용하였다. 2010년에는 보컬리스트 마츠다 토모미와 함께 트로피코 Q라는 이름의 프로젝트를 결성했다. 트로피코 Q는 주로 고전 락을 커버한 피코팝을 선보였다.
이밖에도 영국 코카콜라와 파워에이드 광고에서 <early RISER>가 배경음악으로 쓰이기도 했다. 영국 BBC Three의 다큐쇼 《애덤과 조 도쿄에 가다》에서도 출연하였으며 《보글보글 스폰지밥 극장판》의 OST도 맡은 경력이 있다. 한편 일본의 리듬게임 <팝픈뮤직 14 피버>에 곡이 수록되기도 하였으며, 애니메이션 <뿌까>의 테마송을 작곡하고 녹음한 바 있다. 2007년에는 비디오게임 <댄스 댄스 레볼루션 유니버스> 에 <TEST ROOM>이 수록되었다.

## 앨범
- 《FAKEVOX》 (2000)
- 《CARTOOOM!》 (2004)